# Dirk Bos

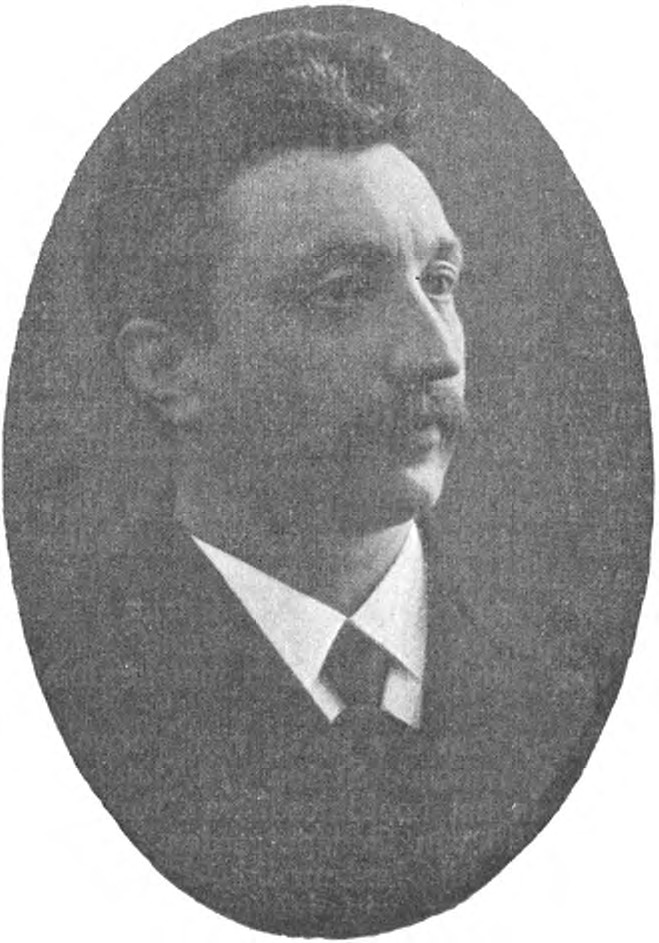
Dirk Bos (1909)

Dirk Bos (* 13. September 1862 in Groningen; † 6. Mai 1916 in Den Haag) war ein niederländischer Lehrer, Privatbankier und Politiker der Liberale Unie und des linksliberalen Vrijzinnig Democratische Bond (VDB), der unter anderem von 1901 bis zu seinem Tode 1916 Mitglied der Zweiten Kammer der Generalstaaten sowie zwischen 1913 und 1916 Vorsitzender der Fraktion der Vrijzinnige concentratie war, eines Zusammenschlusses der drei in der Zweiten Kammer vertretenen liberalen Parteien. Zugleich wurde er als Nachfolger von Hendrik Lodewijk Drucker Fraktionsvorsitzender des VDB. Sein Versuch, als „Formateur“ 1913 ein Kabinett zu bilden, dem auch Sozialdemokraten angehörten, scheiterte an der Ablehnung der Sociaal-Democratische Arbeiderspartij (SDAP). Als Vorsitzender der sogenannten Bevredigingscommissie, eines Vermittlungsausschusses, spielte er eine wichtige Rolle bei der Änderung des Bildungskapitels in der Verfassung, starb jedoch vor der Umsetzung dieser Vorschläge 1917.

## Leben

### Lehrer, Unternehmer und Kommunalpolitiker

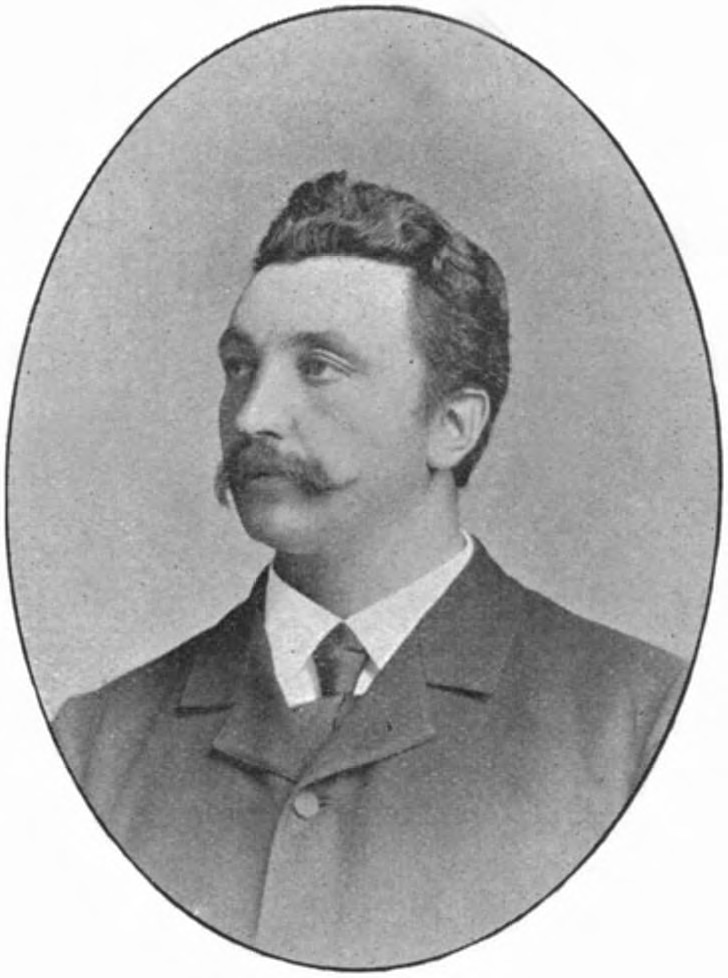
Dirk Bos (1901)

Dirk Bos, eines von sechs Kindern des Uhrmachers und späteren Kommunalbeamten Derk Bos (1826–1903) und dessen Ehefrau Maria Reijntjes (1829–1917), wuchs in Groningen in einer bescheidenen bürgerlichen Familie auf. Er besuchte die staatliche Hogereburgerschool (HBS) in Groningen und legte dort 1879 sein Abitur ab. Daraufhin begann er ein Mathematik- und Physikstudium an der Reichsuniversität Groningen. Bereits während des Studiums hatte er zahlreiche Positionen inne und wurde unmittelbar nach der Anwärterprüfung am 6. Juli 1883 als Aushilfslehrer für Mathematik an das Gymnasium in Winschoten berufen. Nach bestandener Prüfung am 8. Juli 1886 wurde diese Stelle von einer befristeten in eine unbefristete Stelle umgewandelt und 1888 beendete seine Doktor zum Doktor der Naturwissenschaften an der Reichsuniversität Groningen bei Professor Herman Haga mit der Dissertation Volume-veranderingen van dielectrica, in der er sich mit Volumenänderungen von Dielektrika befasste.
1890 gründete er mit seinem Schwager N. F. Wilkens die Nederlandsche Hypotheekbank in Veendam, die spätere Friesch-Groningsche Hypotheekbank, deren Co-Direktor er wurde. 1893 gab er seine Lehrtätigkeit auf, um ebenfalls Mitgesellschafter des Kaffee- und Teegroßhändlers O. de Wiljes in Winschoten zu werden. In diesen Funktionen engagierte er sich in vielen sozialen Bereichen einschließlich Bildung, Kleinunternehmen und Kunst.
Seine politische Laufbahn begann Bos in der Kommunalpolitik für die Liberale Unie als Mitglied des Gemeinderats von Winschoten, dem er von Februar 1893 bis zum 5. Juni 1907 angehörte. Während dieser Zeit fungierte er zwischen dem 16. Oktober 1895 und dem 1. Januar 1901 auch als Schulinspektor (Schoolopziener) von Winschoten und beteiligte sich 1896 an der Gründung von Het Vrije Ruilverkeer, ein Verein zur Förderung des Freihandels.

### Mitglied der Zweiten Kammer der Generalstaaten und Fraktionsvorsitzender

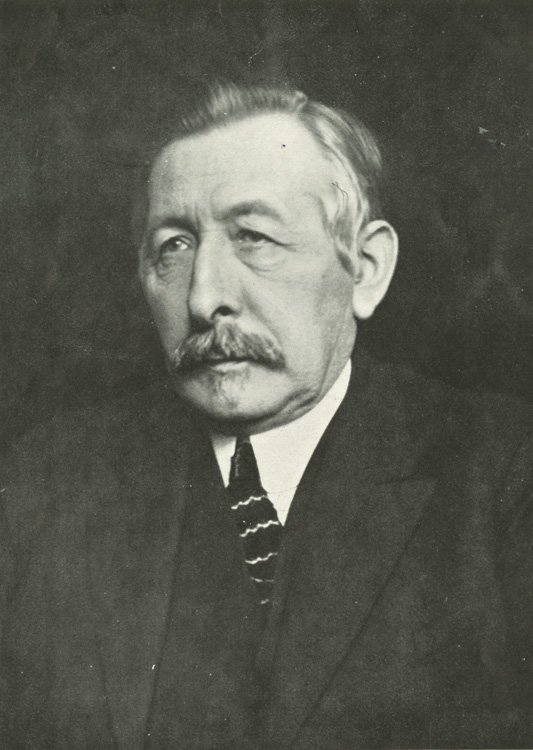
Der Versuch von Bos als „Formateur“ eine Regierung zu bilden, scheiterte am 25. Juli 1913 an der Ablehnung der Sociaal-Democratische Arbeiderspartij (SDAP) und deren Fraktionsvorsitzendem Pieter Jelles Troelstra.

Am 17. März 1901 gehörte Dirk Bos nach seinem Austritt aus der Liberale Unie zu den Mitgründern des linksliberalen Vrijzinnig Democratische Bond (VDB). Bei den Wahlen vom 14. Juni 1901 wurde er für den VDB im Wahlkreis Winschoten erstmals zum Mitglied der Zweiten Kammer der Generalstaaten gewählt und gehörte dieser nach seinen Wiederwahlen bei den Wahlen am 16. Juni 1905, am 11. Juni 1909 sowie am 17. Juni 1913 bis zu seinem Tode am 6. Mai 1916 an. Bei den Wahlen 1905 und 1909 konnte er sich jeweils gegen Jan Frederik Heemskerk von der Anti-Revolutionaire Partij (ARP) durchsetzen, während er bei den Wahlen 1913 in zwei Wahlkreisen antrat, hierbei jeweils im zweiten Wahlgang im Wahlkreis Winschoten Louis Maximiliaan Hermans von der SDAP sowie im Wahlkreis Groningen Goswijn Sannes von SDAP besiegte und wiederum das Mandat für den Wahlkreis Winschoten annahm. 1901 befürwortete er die Einrichtung einer Untersuchungskommission, um den Zusammenhang zwischen den verschiedenen Bildungsformen aufzuzeigen. Am 29. Juni 1913 löste er Hendrik Lodewijk Drucker als Vorsitzender der VDB-Fraktion in der Zweiten Kammer ab und behielt diese Funktion bis zu seinem Tode am 6. Mai 1916. Zugleich war er auch Vorsitzender der Fraktion der Vrijzinnige concentratie, eines Zusammenschlusses der drei in der Zweiten Kammer vertretenen liberalen Parteien Liberale Unie (22 Abgeordnete), Bond van Vrije Liberalen (10 Abgeordnete) und VDB (7 Abgeordnete).
Nach den Wahlen vom 17. Juni 1913 wurde Bos am 11. Juli 1913 als „Formateur“ mit der Prüfung einer Regierungsbildung betraut. Sein Versuch, ein Kabinett zu bilden, dem auch Sozialdemokraten angehörten, scheiterte jedoch zwei Wochen später am 25. Juli 1913 an der Ablehnung der Sociaal-Democratische Arbeiderspartij (SDAP) und deren Fraktionsvorsitzenden Pieter Jelles Troelstra. Die SDAP-Fraktion wollte (noch) keine Regierungsverantwortung übernehmen, wobei ein außerordentlicher Kongress in Zwolle unterstützte diese Entscheidung einige Wochen später, aber zu diesem Zeitpunkt war die SDAP nicht mehr an der Regierungsbildung beteiligt. Bos lehnte daraufhin die Bildung einer parlamentarischen liberalen Minderheitsregierung ab. Daraufhin gelang Cort van der Linden als „Formateur“ am 29. August 1913 die Bildung eines außerparlamentarischen liberalen Kabinetts.
In den darauf folgenden Jahren seiner Parlamentszugehörigkeit war Dirk Bos von September 1914 bis 1916 Vorsitzender der Zentralkommission für die Entwicklung und Entspannung der mobilisierten Kräfte (Centrale Commissie voor ontwikkeling en ontspanning der gemobiliseerde troepen) sowie zwischen September und November 1915 Mitglied der Zentralen Abteilung der Zweiten Kammer. Des Weiteren fungierte er von Oktober 1915 bis zum 23. Februar 1916 als Vorsitzender der Staatskommission zur Vorbereitung einer Steuer auf Kriegsgewinne (Staatscommissie ter voorbereiding van een belasting op oorlogswinst) und war auch Vorsitzender des Ausschusses der Berichterstatter für den Entwurf des Patentgesetzes (Octrooiwet). 1916 legte er aus eigener Initiative einen Gesetzesentwurf zur Erhebung einer außerordentlichen Kriegsausgabensteuer vor, der jedoch von der Zweiten Kammer abgelehnt wurde. Als Vorsitzender der sogenannten Bevredigingscommissie, eines Vermittlungsausschusses, spielte er schließlich eine wichtige Rolle bei der Änderung des Bildungskapitels in der Verfassung, starb jedoch vor der Umsetzung dieser Vorschläger 1917.
Dirk Boos heiratete am 18. Dezember 1888 in Wildervank Margaretha Henderika Meihuizen (1866–1932).

## Veröffentlichung
- Volume-veranderingen van dielectrica, Dissertation, Reichsuniversität Groningen, 1888

## Hintergrundliteratur
- Ernst van Raalte: Dr. D. Bos, Assen, van Gorcum, 1962